# 里亚姆·布拉迪
里亚姆·布拉迪（Liam Brady ，1956年2月13日—），愛爾蘭人，前足球運動員。

## 球員生涯

### 球會
布拉迪出生於愛爾蘭首都都柏林，他兩位兄長都是職業球員。大哥曾效力米禾爾，代表愛爾蘭國家隊六次；二哥曾是昆士柏流浪球員。三兄弟中以布拉迪成就最高。而在不列顛球壇中，亦只有修咸頓的華萊士三兄弟曾一起踢過職業足球。
布拉迪15歲時已效力阿仙奴，受訓兩年後，在1973年升上一隊，首場比賽乃當年10月6日對伯明翰的聯賽。由於表現出色，布拉迪也披上愛爾蘭球衣為國家隊出賽。布拉迪與、及地等名將同場後，他與其他兩位同期的愛爾蘭國腳及，為阿仙奴於七十年代後期形成一股強大的力量。
1978-80年間，布拉迪協助阿仙奴連續三年打入足總杯決賽，並在1979年奪得冠軍。當時該場與曼聯的經典「五分鐘決賽」，擅用左腳的布拉迪在比賽中以右腳作出兩次致命傳送，終令阿仙奴以3-2擊敗對手捧盃。當屆他獲選為該屆英格蘭PFA足球先生及愛爾蘭足球先生，而當時亦可謂他足球生涯中的第一個高峰。1980年，他與奧拉利及史塔保頓一起帶領球隊殺入歐洲盃賽冠軍盃決賽。決賽當日，阿仙奴面對積極死守的華倫西亞，在90分鐘內雙方都未能取得入球，加時30分鐘也互交白卷，令賽事被迫要以十二碼決勝負。布拉迪在頭一輪十二碼中，與對方的同樣射失，無法令阿仙奴取得領先優勢，結果最後一射被對方守門員救出，令球隊無緣捧盃，而這亦是布拉迪在效力阿仙奴期間最大的遺憾。不過，值得安慰的是他在準決賽對祖雲達斯時打出身價波，替阿仙奴以總成績2-1淘汰對手出局，令祖雲達斯對他另眼相看，最後更成功以52萬鎊的轉會費將布拉迪帶到都靈奧林匹克體育場。
加盟祖雲達斯後，布拉迪連續兩年奪得意甲冠軍，乃其足球生涯另一高峰。後因柏天尼加盟，令他被迫改投森多利亞，渡過了兩年，再改投國際米蘭，與一起並肩作戰兩年。1987年布拉迪在阿斯科利完結了「意大利之旅」，再次重返英國球壇加盟韋斯咸，最後於1990年宣佈正式退休。

### 國家隊
布拉迪曾代表愛爾蘭國家隊上陣72場，但可惜從未亮相國際大賽。1988年歐洲國家盃和1990年世界盃，他都因傷缺陣。

## 執教生涯
布拉迪退休後，曾於1991年加盟蘇格蘭些路迪出任領隊，由於成績欠奉，1993年辭職。其後返回英格蘭執教白禮頓，可惜結局也是一樣。1995年，布拉迪接受母會阿仙奴的邀請，出任球隊青年軍教練，至現在為止。

## 榮譽

### 俱樂部榮譽
阿仙奴
- 英格蘭足總盃冠軍：1978/79年度
- 歐洲優勝者盃亞軍：1979/80年度

尤文圖斯
- 義大利足球甲級聯賽冠軍：1980/81年度，1981/82年度

### 個人榮譽
- 英格蘭PFA足球先生：1978/79年度
- 1998年獲評選為英格蘭足球聯賽百名傳奇球員之一
- 2006年入選英格蘭足球名人堂

## 外部連結
- 阿仙奴官網簡介
- 祖雲達斯名宿
- 愛爾蘭自傳